# World of Warcraft: Taverns of Azeroth
World of Warcraft: Taverns of Azeroth – oficjalna ścieżka dźwiękowa z kilku tawern w grze World of Warcraft, skomponowana przez Davida Arkenstone'a i Jasona Hayesa (stworzył jedynie utwór "Lion's Pride") oraz wyprodukowana przez Russella Browera. Po raz pierwszy album pojawił się 3 sierpnia 2007 roku na płycie CD jako ekskluzywna edycja limitowana dostępna w sklepie Blizzarda podczas BlizzConu 2007. Oficjalnie ścieżka dźwiękowa została wydana przez Blizzard Entertainment 10 sierpnia 2007 roku na płycie CD i do cyfrowego ściągnięcia na stronie iTunes (w formacie m4a). W 2008 roku album zajął #2 miejsce na liście Top New Age Albums. Natomiast podczas BlizzConu 2008 ścieżka dźwiękowa World of Warcraft: Taverns of Azeroth została zagrana na żywo.

## Formaty i listy utworów
CD, digital download:
| Nr  | Tytuł utworu           | Długość |
| --- | ---------------------- | ------- |
| 1.  | „Lion's Pride”         | 2:21    |
| 2.  | „Stonefire”            | 2:40    |
| 3.  | „Pig and Whistle”      | 2:36    |
| 4.  | „Gallows' End”         | 2:56    |
| 5.  | „Elders' Hearth”       | 2:56    |
| 6.  | „Shady Rest”           | 2:49    |
| 7.  | „Scarlet Raven”        | 2:48    |
| 8.  | „Salty Sailor”         | 2:34    |
| 9.  | „Deepwater”            | 2:25    |
| 10. | „Spirit Stone”         | 3:07    |
| 11. | „Bad Juju Bar & Grill” | 2:36    |
| 12. | „Slaughtered Lamb”     | 2:32    |
| 13. | „Thunderbrew”          | 2:01    |
| 14. | „Hunters' Refuge”      | 2:57    |
| 15. | „Smoke Lodge”          | 2:27    |
| 16. | „Grunts' Place”        | 2:23    |
| 17. | „Tarren Mill”          | 2:13    |
| 18. | „Bloodsail”            | 2:24    |
| 19. | „Temple of the Moon”   | 4:10    |
|     |                        | 50:55   |

## Twórcy i personel pracujący nad ścieżką dźwiękową
- Skomponowana przez Davida Arkenstone'a i Jasona Hayesa oraz wyprodukowana przez Russella Browera z Blizzard Entertainment.
- Zaaranżowana przez Davida Arkenstone'a.
- Za efekty dźwiękowe odpowiada Brian David Farr.
- Ścieżka została nagrana i wyprodukowana przez Blizzard Entertainment.

Źródło: